# Ingeniería geológica
La ingeniería geológica es la rama de la ingeniería que se dedica a los proyectos de ingeniería relacionados con los procesos, materiales y recursos de la tierra (y los planetas). El profesional que la ejerce el ingeniero geólogo.
Configura en su totalidad una rama de la ingeniería independiente y no una especialización de la geología, geociencias o  ciencias geológicas en sentido amplio. Tampoco es una subdisciplina de otras ingenierías como la minera o la civil; materias y conocimientos de ingeniería geológica se estudian en otras ingenierías civil, de minas, de petróleos y, en general, ingenierías que llevan a cabo proyectos que interactúan con los procesos, materiales y recursos geológicos. Es por esto que es una ingeniería generalista, por la formación general materias ingenieriles que recibe el ingeniero geólogo, que le permite desempeñarse en otras áreas fuera de la propia ingeniería geológica; y transversal, pues problemas propios de ingeniería geológica se presentan en proyectos de ingeniería civil, minera, ambiental, etc.
Es una ingeniería tan antigua como la propia ingeniería civil o de minas; ya que desde tiempos inmemorables el ser humano ha tenido que modificar su entorno o tener en cuenta las posibles repercusiones de sus actividades en el medio que le rodea. No obstante, el primer programa universitario de ingeniería geológica (geological engieering), independiente de estudios de ingeniería civil y geología, se puede encontrar en la University of British Columbia, creado en 1921<ref. Previo a este años, ya existían ingenieros y geólogos desarrollando tareas de ingeniería geológica, pero bajo el paraguas de su profesión y área de trabajo.
En países como EEUU, España, Francia, Canadá, Australia; el ingeniero geólogo es un ingeniero generalista que en su formación recibe entrenamiento en ciencias básicas (dibujo técnico, física, química, cálculo, álgebra), así como en materias troncales comunes a la rama de las ingenierías (ciencia de materiales, estructuras, electrónica y electrotecnia, mecánica, mecánica de fluidos, mecánica de medios continuos, termodinámica, materiales de construcción, simulación numérica, economía y administración de empresas, topografía y sistemas de información geográfica, etc.). Posteriormente, se forma en materias propias de ingeniería geológica: hidrología e hidrogeología, geofisica y geoquímica, ingeniería del agua, inyección de fluidos en el subsuelo, obras geotécnicas, ingeniería fluvial, ingeniería sísmica, ingeniería de hidrocarburos, explosivos, perforaciones petroleras, gestión de residuos y medio ambiente, exploración y gestión minera, cimentaciones, túneles, ingeniería del terreno, ingeniería de costas y puertos (protecciones, interacción mar/puerto, etc), aprovechamientos hidroeléctricos, geoenergias (eólica, marinas, geotérmica, hidrotermica), recursos energéticos, mecánica rocas, mecánica de suelos, tratamiento de la contaminación y gestión de residuos, y un largo etc. 
La ingeniería geológica, y por lo tanto el ingeniero geólogo titulado, se diferencia de la geología, del geólogo titulado, por su mayor contenido de materias relacionadas con la ingeniería y la ciencia aplicada; en detrimento de un menor conocimiento de ciencias geológicas, como podría ser vulcanología, petrología ígnea, petrología sedimentaria, petrología metamórfica, tectónica, paleontología, glaciología, etc. 
El geólogo y el ingeniero geólogo son profesionales complementarios con áreas de especialización diferentes, aunque también comparten campos de acción; de esta forma, el geólogo dedicado a la geología ingenieril (geología aplicada a la ingeniería) es aquel que realiza proyectos de investigación geológica (geotécnica, minera...); mientras que el ingeniero geólogo, con la información aportada por geólogo (u otros profesionales) redacta, desarrolla soluciones y dirige proyectos de ingeniería relacionados con la interacción el contexto físico y químico de la tierra. Esto no quiere decir que un geólogo de titulación no pueda desarrollar tareas de ingeniería geológica; ni que un ingeniero geólogo titulado no pueda desarrollar tareas de exploración geológica o geología pura; pero el entrenamiento que reciben unos y otros es diferente de cara a afrontar retos en áreas diferentes.
Ejemplos en donde un geologo y un ingeniero geólogo pueden ejercer al mismo nivel competencial serían:
- Exploración minera, geotécnica, hidrogeológica, oceanográfica, etc.
- Geología minera, petrolera y la relacionada con los recursos energéticos.
- Geofísica y geoquímica aplicadas
- Geología ambiental

La formación en ciencias de la tierra del ingeniero geólogo suele variar de unos centros a otros; en concreto, suele ser mayor si la titulación se imparte en escuelas y facultades de ciencias, y menor si se imparte en escuelas de ingeniería. En general, la formación geológica del ingeniero geólogo consiste en las siguientes materias:
- Geología general
- Mineralogía y petrología general
- Geología estructural
- Geomorfología
- Sedimentología y estratigrafía

El ingeniero geólogo no suele recibir formación en temas más específicos de geología, como podría ser: paleontología, vulcanología, glaciología , tectónica, petrología ígnea, petrología sedimentaria, petrología metamórfica; además, durante su formación, tiene mucho menos trabajo de campo.
De la misma forma, el ingeniero geólogo se diferencia del resto de ingenieros por su mayor conocimiento de ciencias de la tierra y de geología aplicada. De esta forma, igual que comparte especializaciones con el geólogo, comparte especializaciones con el resto de ramas de la ingeniería. Por ejemplo:
- Con el ingeniero civil: la ingeniería geotécnica y del terreno en general, obras hidráulicas que interactúen con el terreno (presas, canales), ingeniería de costas o ingeniería de puertos, en todo lo relacionado con los diques; en general cualquier obra de ingeniería que interactúe con el terreno y los procesos que en el se dan.
- Con el ingeniero de minas: todo lo relacionado con la exploración y evaluación económica de yacimientos minerales metálicos y no metálicos, la gestión ambiental de las explotaciones mineras; el algunas escuelas el ingeniero geólogo también recibe formación en explosivos y voladuras,[4] o en mineralurgia y metalurgia extractiva.[5]
- Con el ingeniero ambiental: todo lo relacionado con el tratamiento e investigación de la contaminación y la gestión ambiental.
- Con el ingeniero petrolero: la exploración y producción petroleras (upstream).
- Con el ingeniero agrícola: el estudio e ingeniería de suelos, usos del agua en explotaciones agrícolas.

En países latinoamericanos los planes de estudio suelen estar más orientados a la geología ingenieril (engineering geology) o estar muy enfocados a la actividad minera, dejando de lado áreas de conocimiento que están bajo el paraguas de la ingeniería geológica. Por otro lado, en estos países existen especializaciones de ingeniería que conforman un título universitario en sí mismo, por lo que no es difícil ver títulos de ingeniería geofísica, ingeniería geoquímica, ingeniería hidrometeorológica, ingeniería geometalúrgica, ingeniería mineral, ingeniería geocomputacional y un largo etc.
Si bien existen muchas, tanto propias como compartidas con otras ramas de la ingeniería, algunas de las múltiples especializaciones y subdisciplinas de esta ingeniería son:
- Ingeniería geotécnica
- Ingeniería y gestión de los recursos minerales
- Ingeniería y gestión de los recursos energéticos
- ingeniería y gestión gestión de los recursos hídricos.
- Ingeniería geológico - ambiental y gestión ambiental.
- Ingeniería climática (geoingeniería)
- Ingeniería de costas e ingeniería geotécnica portuaria
- Ingeniería hidrológica y fluvial.
- Ingeniería hidrogeológica
- Ingeniería y gestión del espacio subterráneo
- Ingeniería de los materiales de construcción
- Economía aplicada a los recursos naturales y recursos energéticos, construcción y minería.
- Computación aplicada a los recursos y procesos naturales

## Salidas profesionales
El ingeniero geólogo, al tener un perfil mixto, puede desempeñarse en múltiples áreas relacionadas con la geología aplicada, la ingeniería civil, de minas, energética, etc:
- Exploración geotécnica e Geotecnia ingeniería geotécnica: Exploración de las propiedades mecánicas del terreno mediante métodos directos, indirectos y ensayos de laboratorio. Posteriormente con los resultados obtenidos, el desarrollo de proyectos de obras de ingeniería civil relacionadas con el terreno, tanto onshore como offshore. En ingeniería geológica estas obras pueden ser túneles, presas, canales de agua, taludes mineros, diques costeros, boyas de atraque, cimentaciones y anclajes submarinos y un largo etc.

- Recursos energéticos: exploración y producción de petróleo, gas, carbón, uranio; Exploración de potenciales energéticos y desarrollo de proyectos de energías renovables como eólica, hidroeléctrica, solar, geotérmica, oceánicas y otras.

- Medioambiente: investigación y tratamiento de la contaminación, y muy particularmente la relacionada con suelos y aguas; modelos computacionales de movimientos de contaminantes; gestión ambiental; gestión de todo residuos y proyectos de almacenamiento de los mismos; estudios de huella hídrica y de carbono; estudios de impacto ambiental para todo tipo de instalaciones e industrias.

- Ingeniera y gestión de los recursos hídricos: exploración hidrológica superficial y subterránea (hidrogeología), gestión y usos de las aguas superficiales y subterráneas, ingeniería fluvial, obras hidráulicas sobre y bajo el terreno, aprovechamientos hidroeléctricos, gestión integral del ciclo del agua, hidrología urbana, economía del agua, estudios de huella hídrica para todo tipo de industrias, etc..

- Geofísica y geoquímica aplicadas: uso de técnicas geofísicas y geoquímicas aplicadas a la todo tipo de sectores: minero, hidrocarburos, medioambiente, civil, arqueología, seguridad, policial, sanidad pública, medicina, y un largo etc.

- Ingeniería geológico-minera y geología económica: Producción, transformación y control de los recursos minerales, geología minera, geometalurgia, exploración minera, usos industriales de los minerales y las rocas.

- Geotecnia portuaria y de costas: muelles de atraque, plataformas petrolíferas, diques, dragados.

- Geoingeniería, ingeniería climática, oceanología: estudios y proyectos para estudio del cambio climático, estudio del espacio oceánico y subterráneo.

- Computación aplicada: sistemas de información geográfica, teledetección, ciencia de datos inteligencia artificial, ciencia de datos, redes neuronales, machine learning aplicado a la gestión de los recursos naturales, la energía, el medio ambiente; simulación numérica de procesos relacionados con la ingeniería geológica, etc.

- Investigación en ámbitos relacionados con la ingeniería geológica, la geología, la ingeniería civil, de minas, etc..

- Administración y gestión de empresas; en general, pero particularmente las que tienen que ver con la ingeniería civil, de minas, energía, medio ambiente, empresas en general.

## Regulación profesional
En España, la situación profesional del ingeniero geólogo es de profesión titulada; y la del geólogo es de profesión regulada, pese a que ninguna ley desarrolla sus atribuciones profesionales, salvo los estatutos del Ilustre Colegio Oficial de Geólogos en donde se detallan funciones que puede desarrollar un geólogo. Algunos de los puntos de los estatutos, los relativos a las funciones del geólogo en la explotación de recursos geológicos y mineros, fueron impugnados por el colectivo Ingenieros de Minas, debido a que la Ley de Minas española (1973) atribuye exclusividad a los ingenieros de minas en materia de explotación de recursos minerales y el uso de explosivos.
Los ingenieros geólogos titulados "pre-Bolonia" pueden colegiarse, aunque no es obligatorio salvo en casos puntuales, en el  Ilustre Colegio Oficial de Geólogos para desarrollar la profesión de geólogo; no obstante, también pueden colegiarse en el Colegio de Ingenieros Industriales de Cataluña, para ejercer como ingenieros. Finalmente, con los nuevos grados de Bolonia existen dos situaciones: grados en ingeniería geológica amparados bajo la profesión regulada de Ingeniero Técnico de Minas;  grados en ingeniera geológica, sin atribuciones, que encuentran amparo en el Colegio de Geólogos, para ejercer como geólogos, o el Colegio de Ingenieros Industriales de Cataluña, para ejercer como ingenieros.